# Au revoir Franziska
Pour plus de détails, voir Fiche technique et Distribution.
Au revoir Franziska (titre original : Auf Wiedersehen, Franziska!) est un film allemand réalisé par Wolfgang Liebeneiner sorti en 1957.
Il s'agit d'un remake du film L'Heure des adieux (en), film réalisé par Helmut Käutner sorti en 1941.

## Synopsis
Passau, mai 1957. La jeune artiste Franziska fait la connaissance de Stefan et tombe amoureuse. Après une première nuit ensemble, il doit aller travailler pour une agence de New York et Franziska reste seule à la maison. Elle se dispute avec son père à propos de Stefan, car elle veut se débrouiller seule. Elle s'installe à Berlin, où elle ouvre son propre petit atelier de jouets miniatures et vit tant bien que mal. Après un an, Stefan se présente de nouveau. Elle fait semblant de ne pas l'aimer et d'être libre et indépendante, mais à la fin confesse son amour. Il lui fait une proposition de mariage et elle accepte malgré les inquiétudes. Comme il doit quitter le pays le lendemain pour un travail, elle retourne à Passau - dans la villa de Stefan, qu'elle veut retaper en quelques semaines, alors qu'elle attendra Stefan. Il doit obtenir trois semaines de congé de son patron pour le mariage prévu, mais à la fin de la journée, il s'engage à suivre les troubles dans le Gran Chaco avant de retourner à Passau. Franziska reçoit du Dr Leitner, qui lui avait une fois proposé la mariage, une lettre d'au revoir de Stefan ; il ne reviendra pas à Passau avant le printemps ou l'été suivants. Franziska annonce à son père et au Dr Leitner être enceinte de Stefan. Stefan apprend finalement dans un bar en Amérique du Sud qu'il est devenu le père d'un fils. Il rompt son contrat et retourne vers Franziska.
Pendant plus d'un an, Stefan s'essaie aux actualités allemandes ; mais il est habitué à un plus grand équipement et à d'autres façons de travailler depuis l'Amérique. Il est libéré de presque toutes les agences après peu de temps. Il contacte secrètement à son agence à New York et veut travailler à nouveau comme reporter à l'étranger. Franziska soupçonne ce qu'il prépare et le laisse partir. Elle est encore enceinte de lui, mais après la naissance de leur fille, elle devient déprimée. Quand il lui dit revenir la voir, elle n'y fait pas attention. Au cours de sa brève visite, son désespoir éclate et elle le supplie de ne plus la quitter. Ils se disputent.
Franziska va construire sa propre vie en tant que créatrice de bijoux au cours des deux prochaines années. Elle prend la décision de divorcer de Stefan, car les enfants souffrent également de l'absence de leur père. Le Dr Leitner leur rend souvent visite, ils l'appellent tonton. Franziska lui explique qu'elle veut se séparer de Stefan, et ordonne à un avocat de mettre en place les documents pour le divorce.
La guerre d'Indochine fait rage, Stefan et son bon ami Blacky White sont sur la ligne de front en tant que reporters de guerre. Stefan, cependant, est audacieux et dirige sa voiture entre les lignes ennemies pour obtenir de meilleures photos, ce qui provoque la mort de Blacky. Stefan rentre chez lui, où l'activité de Franziska est florissante. Elle a plusieurs employés et exporte ses bijoux partout dans le monde. Elle dit à Stefan qu'elle veut divorcer, il quitte sa maison.
Un peu plus tard, Franziska fait des couvertures pour un magazine, où elle porte un collier conçu par elle-même. Le photographe insiste pour qu'elle se rende directement à la rédaction du magazine pour des arrangements directement à Hambourg. Là, elle rencontre à nouveau Stefan, qui publie le magazine. Son ancien travail de reporter photographe sensationnel est maintenant entre les mains d'autres. Il montre à Franziska son appartement meublé et vide ; dans le même temps, ils se rapprochent encore et confessent leur amour à la fin.

## Fiche technique
- Titre : Au revoir Franziska
- Titre original : Auf Wiedersehen, Franziska!
- Réalisation : Wolfgang Liebeneiner
- Scénario : Curt Johannes Braun (de), Helmut Käutner
- Musique : Franz Grothe
- Direction artistique : Gottfried Will, Rolf Zehetbauer
- Costumes : Brigitte Scholz
- Photographie : Werner Krien
- Son : Erwin Schänzle
- Montage : Margot von Schlieffen (de)
- Production : Artur Brauner
- Sociétés de production : CCC-Film
- Société de distribution : Gloria
- Pays de production :  Allemagne de l'Ouest
- Langue : allemand
- Format : Couleur - 1,37:1 - Mono - 35 mm
- Genre : Film romantique
- Durée : 105 minutes
- Dates de sortie :
  - Allemagne de l'Ouest : 5 septembre 1957.
  - France : 24 juin 1959[1].

## Distribution
- Ruth Leuwerik : Franziska
- Carlos Thompson : Stefan Roloff
- Josef Meinrad : Dr Leitner
- Friedrich Domin (de) : Professeur Thiemann
- Jochen Brockmann : « Blacky » White
- Nadja Regin : Helen Philipps
- Gisela Trowe : Gusti
- Siegfried Schürenberg : Harris
- Peter Elsholtz : L'avocat
- Else Ehser (de) : Kathrin